# Grădina Botanică din Odesa
Grădina Botanică din Odesa (în ucraineană Одеський ботанічний сад; oficial Grădina Botanică a Universității de Stat „Ilia Mecinikov”) este situată în centrul istoric din orașul Odesa (Ucraina), la adresa bd. Franțuzkii, 48/50. Pe teritoriul grădinii, cu o suprafață de aproximativ 16 hectare, există mai mult de 3000 de tipuri de plante. Grădina este și o subdiviziune educațională a Facultății de Biologie a Universității, în cadrul ei se realizează anual lucrări, cercetări. Grădina este deschisă publicului și sunt disponibile tururi cu ghid.
Grădina a fost înființată la inițiativa guvernatorului-general Alexandre de Langeron, expert în cultura trandafirului. În anii 1834–1848 a fost dezvoltată în continuare sub conducerea lui Alexander von Nordmann și a fost înființată și o Școală de grădinărit.

## Galerie de imagini din grădină

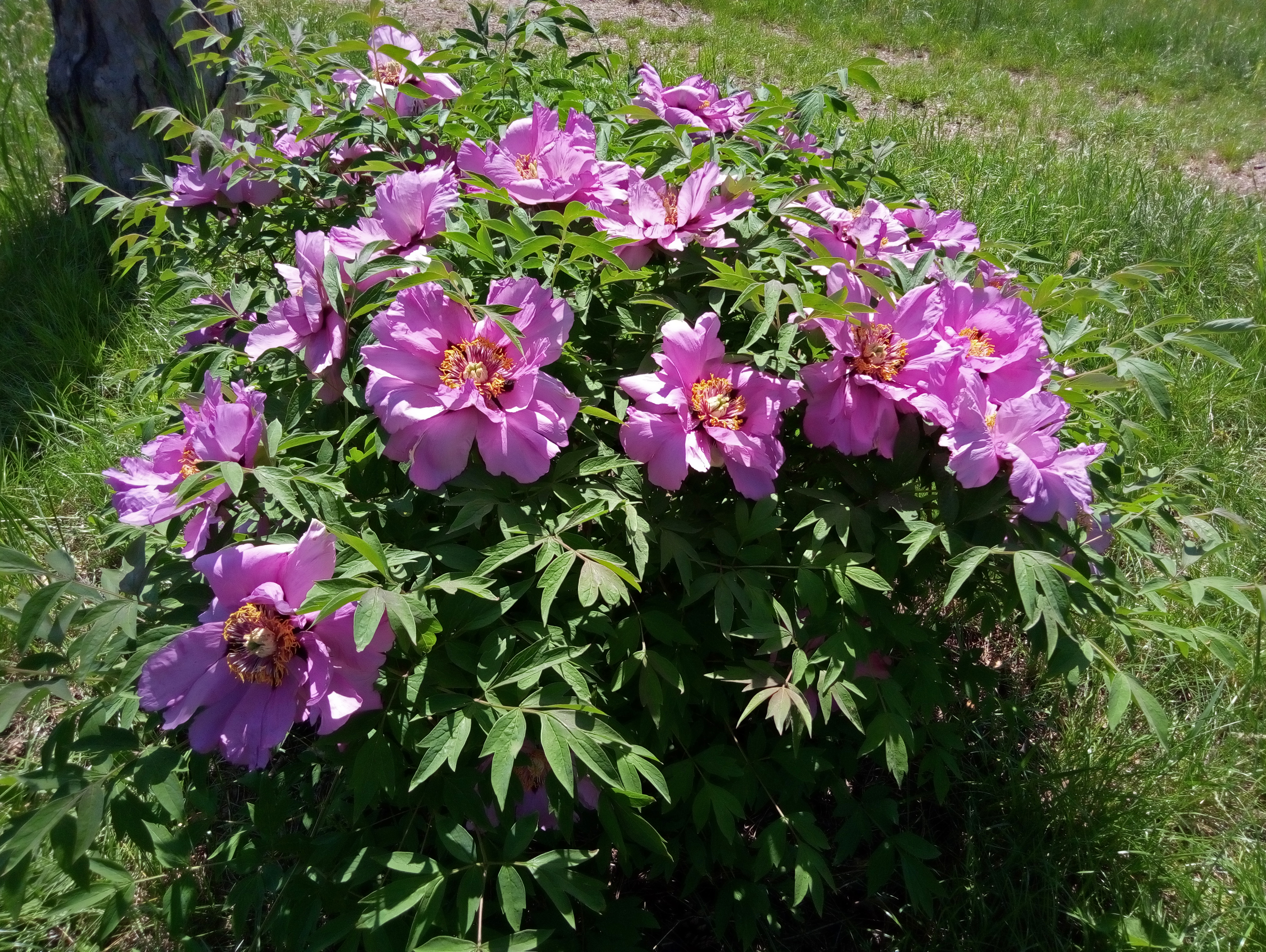
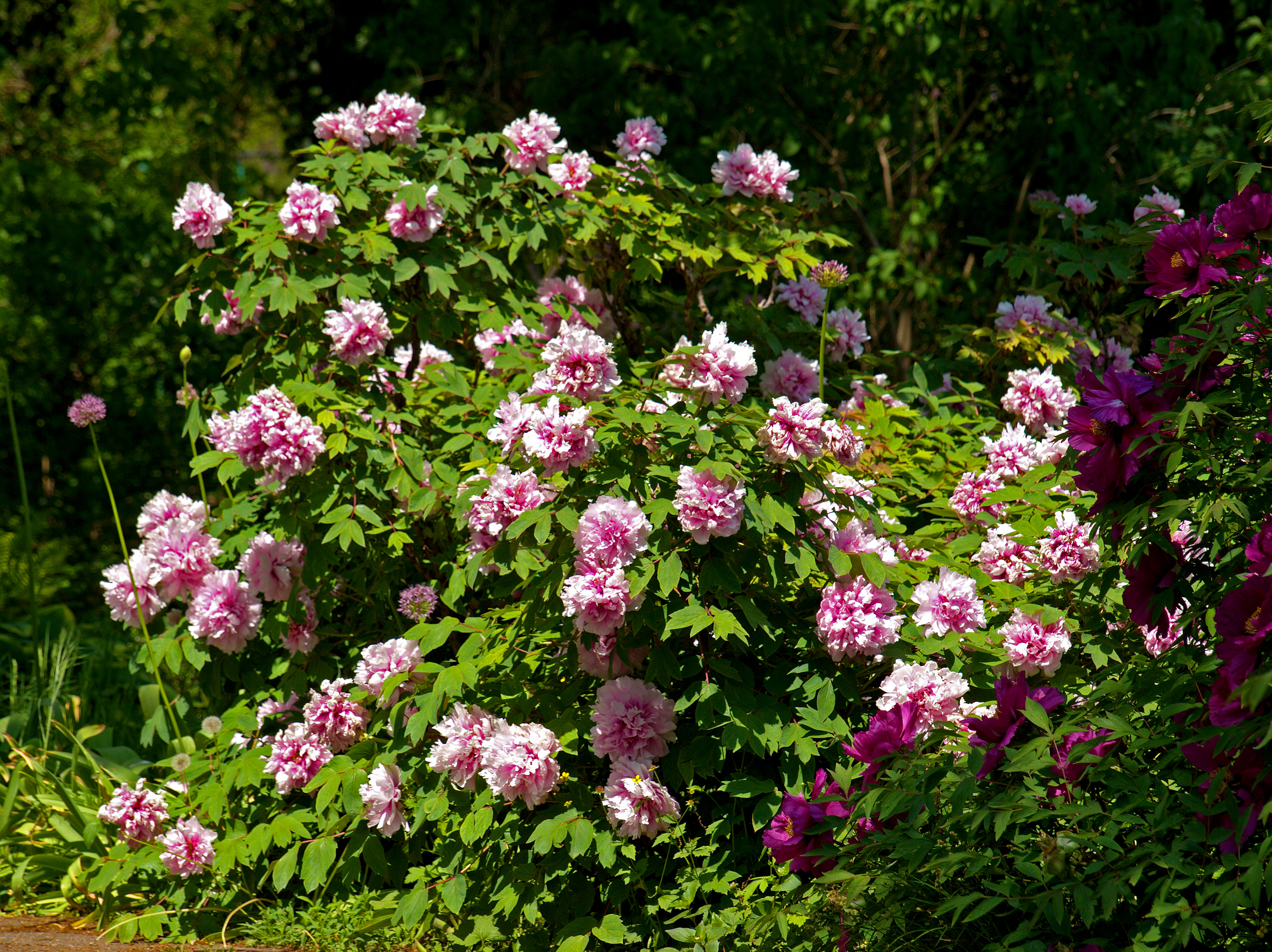
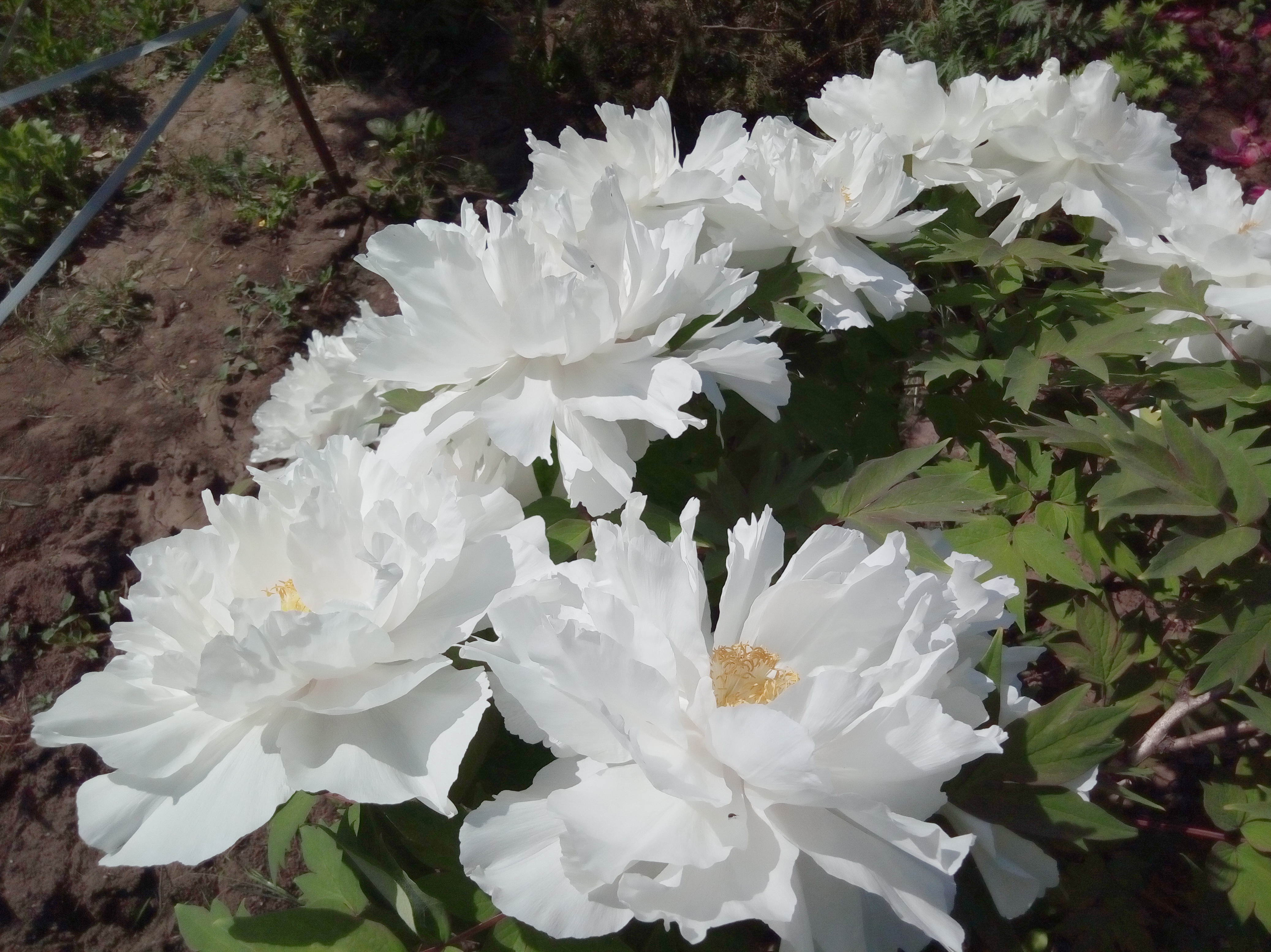
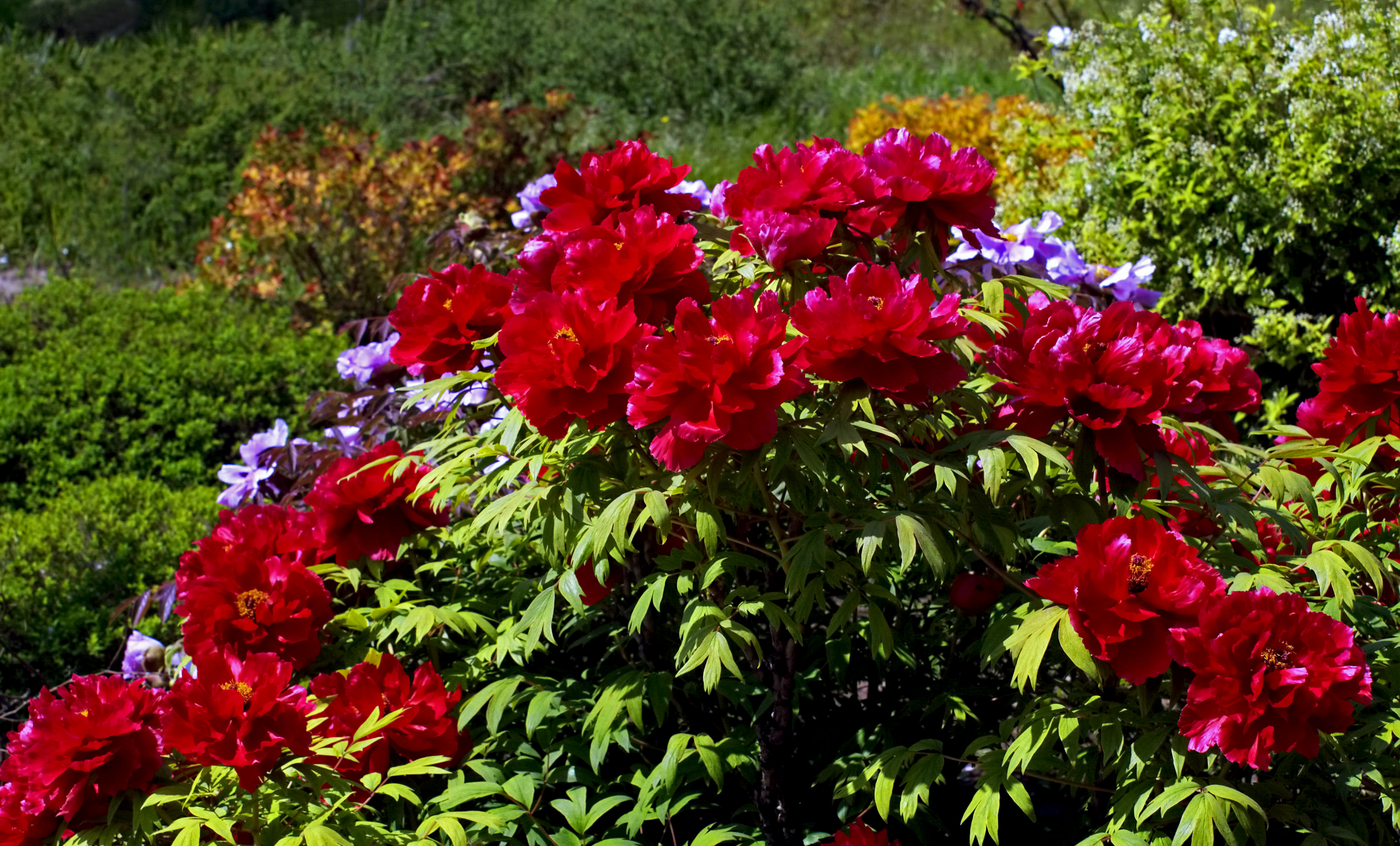
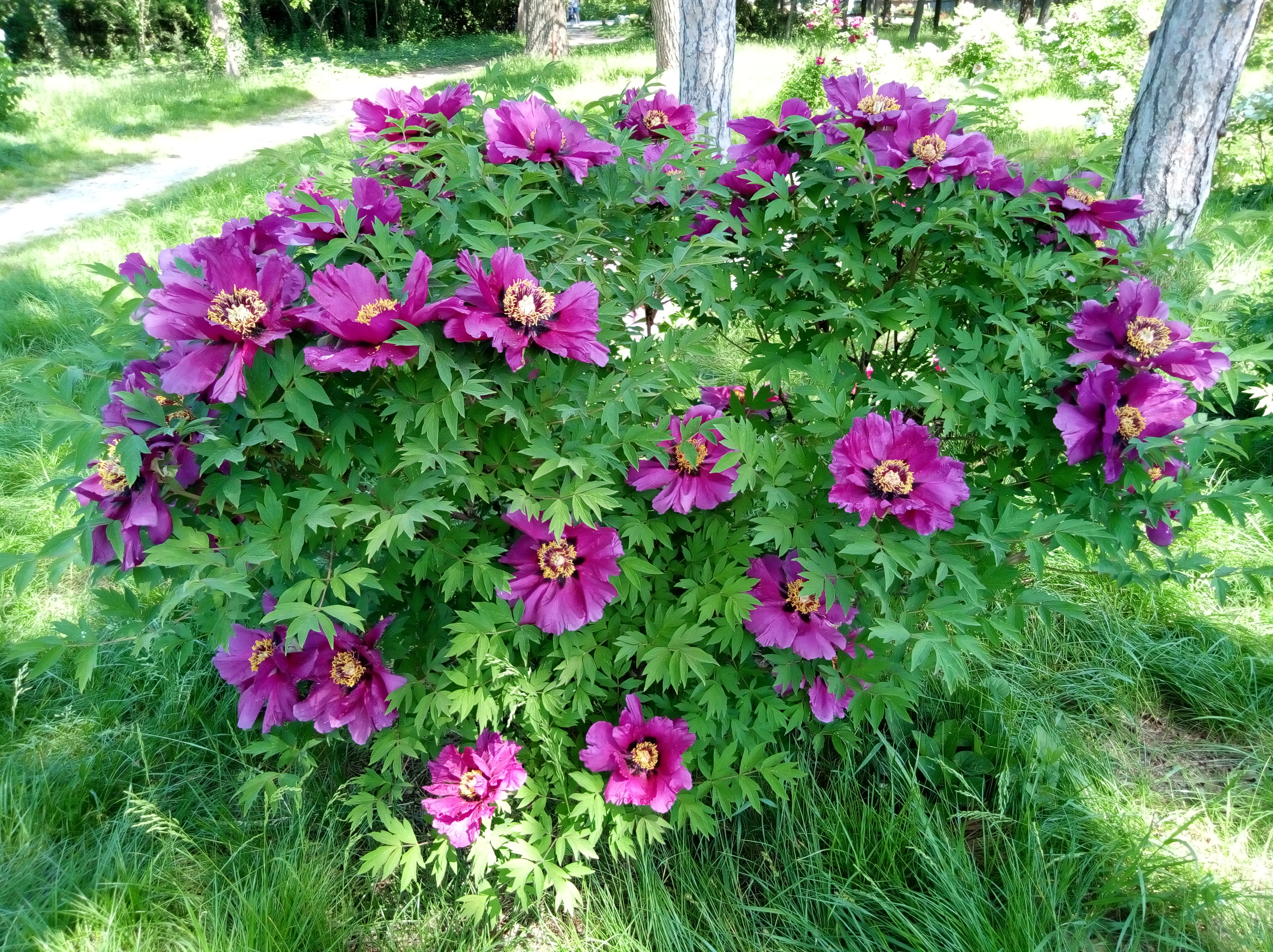
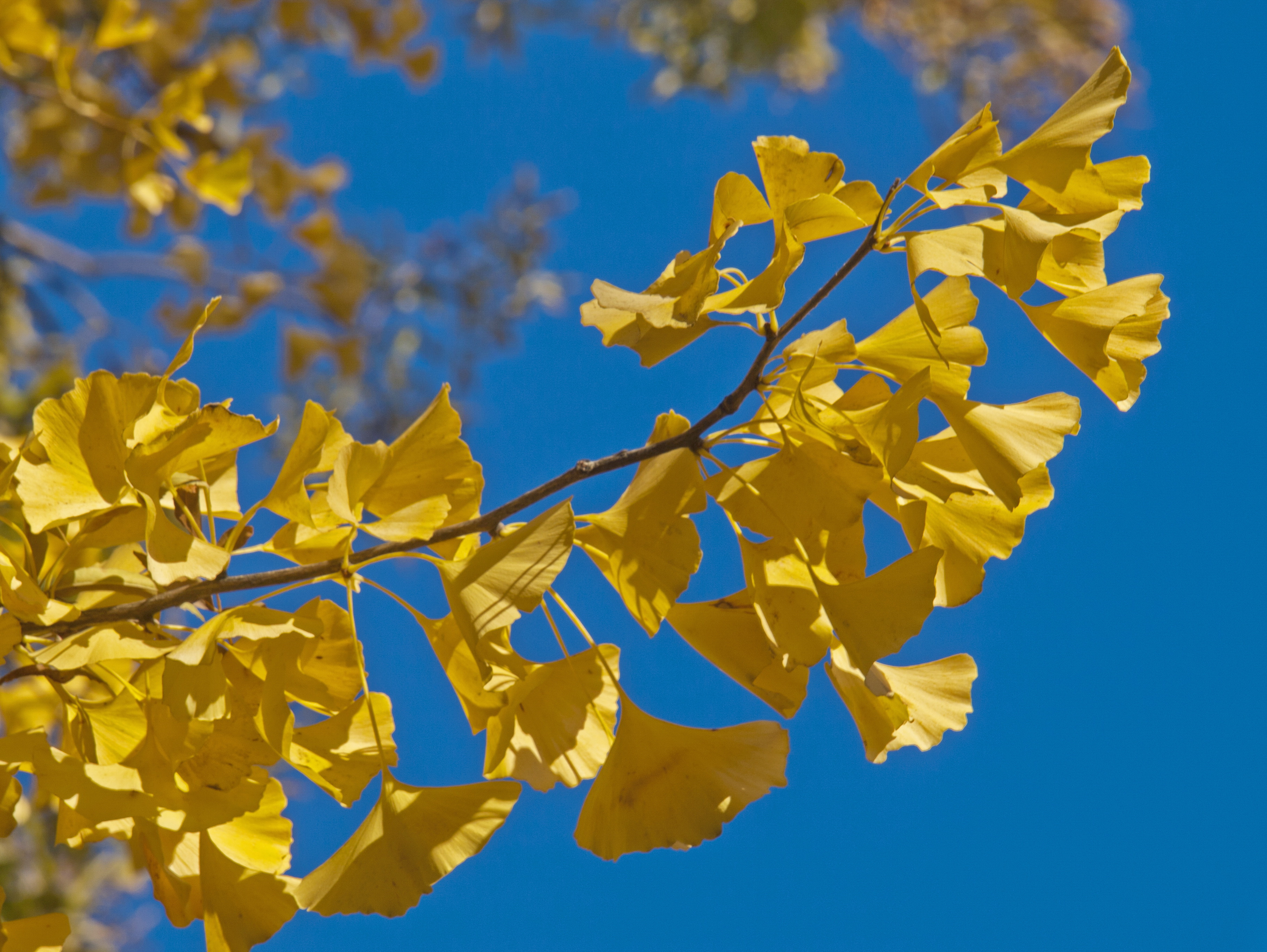
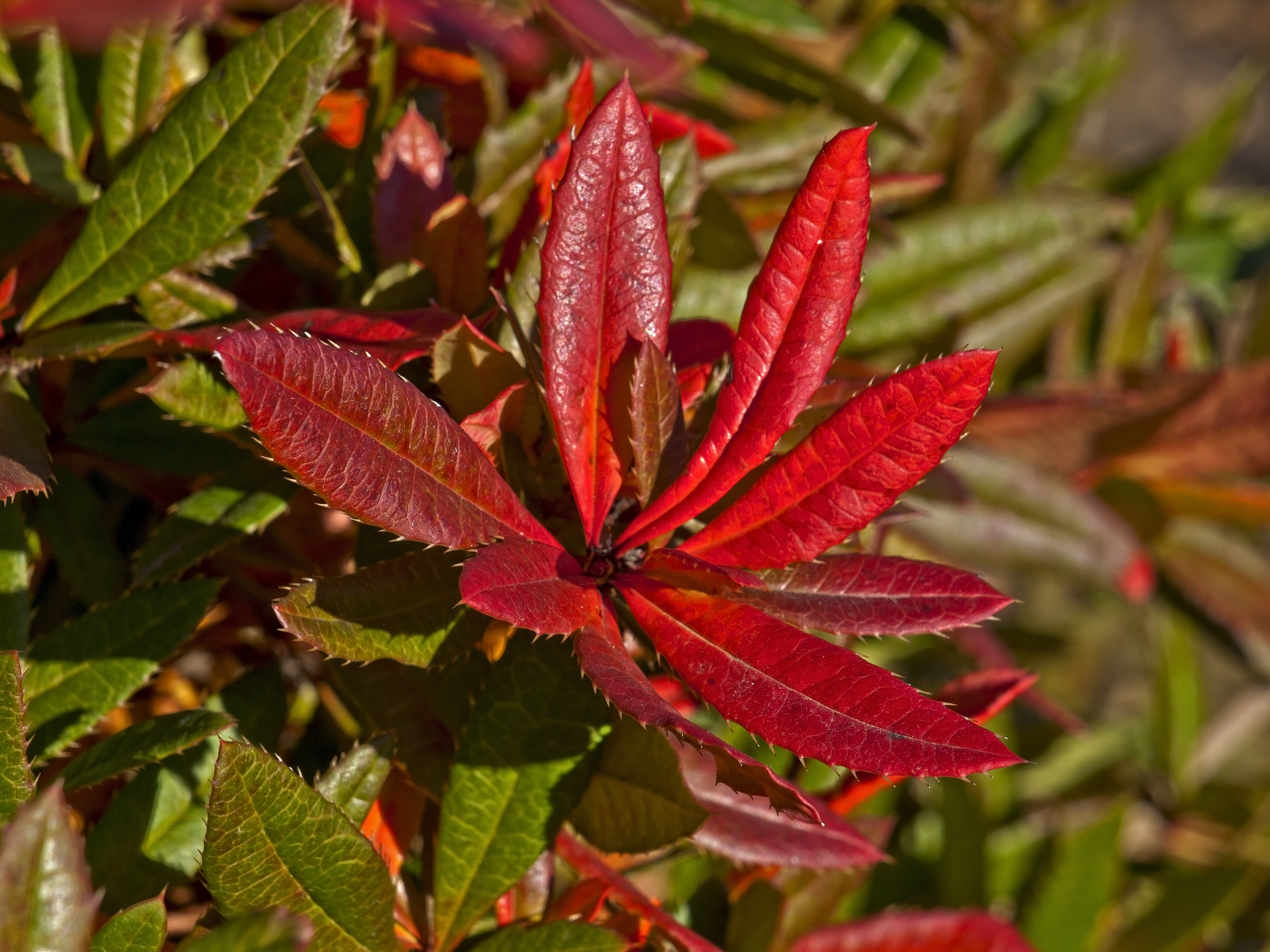
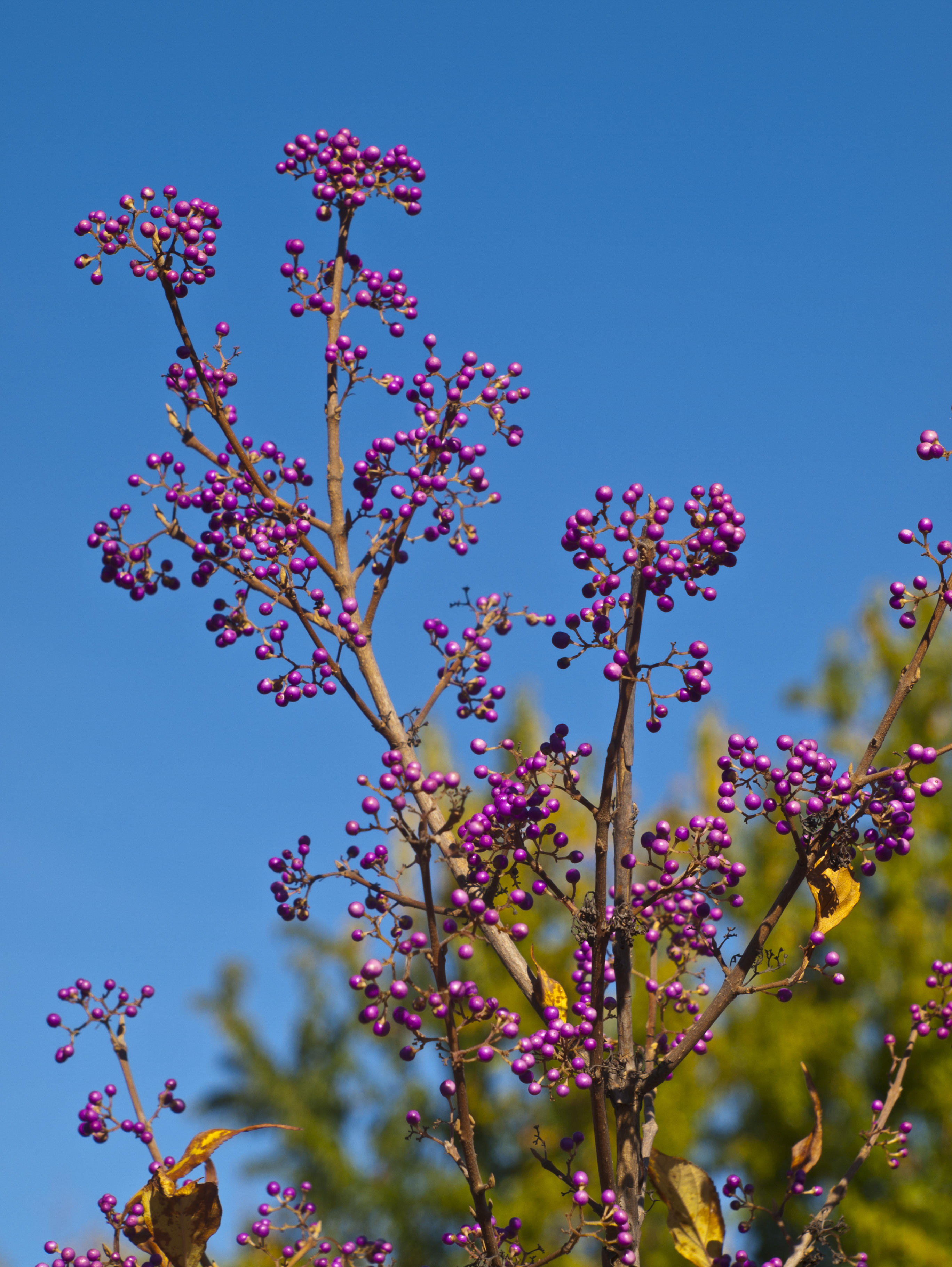
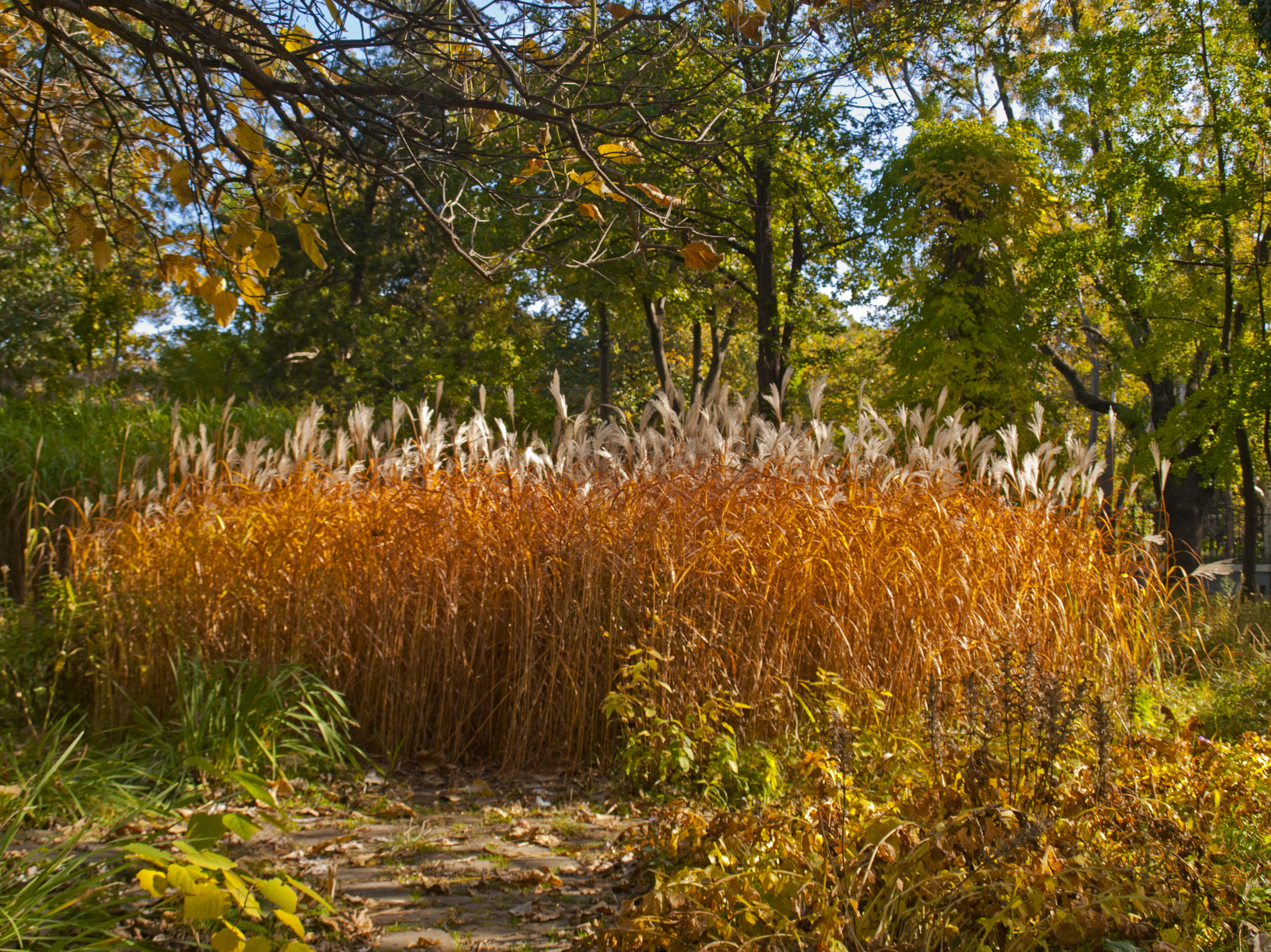
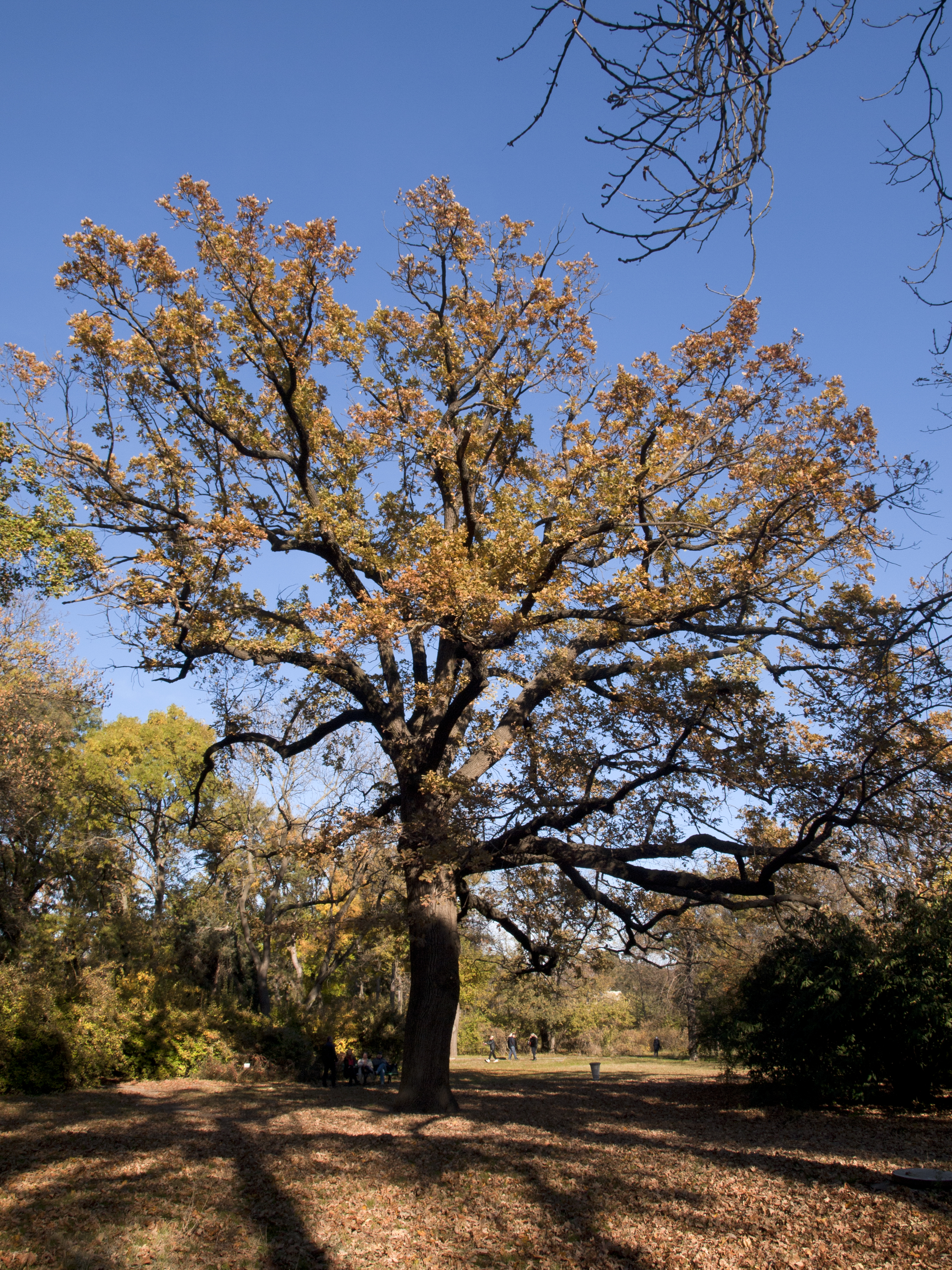